# Ribe Amt
Ribe Amt a fost până la 1 ianuarie 2007 un amt în Danemarca. Se află în sudul peninsulei Iutlanda și ocupă și o serie de insule mai mici.